# Hviezdoslavovo námestie

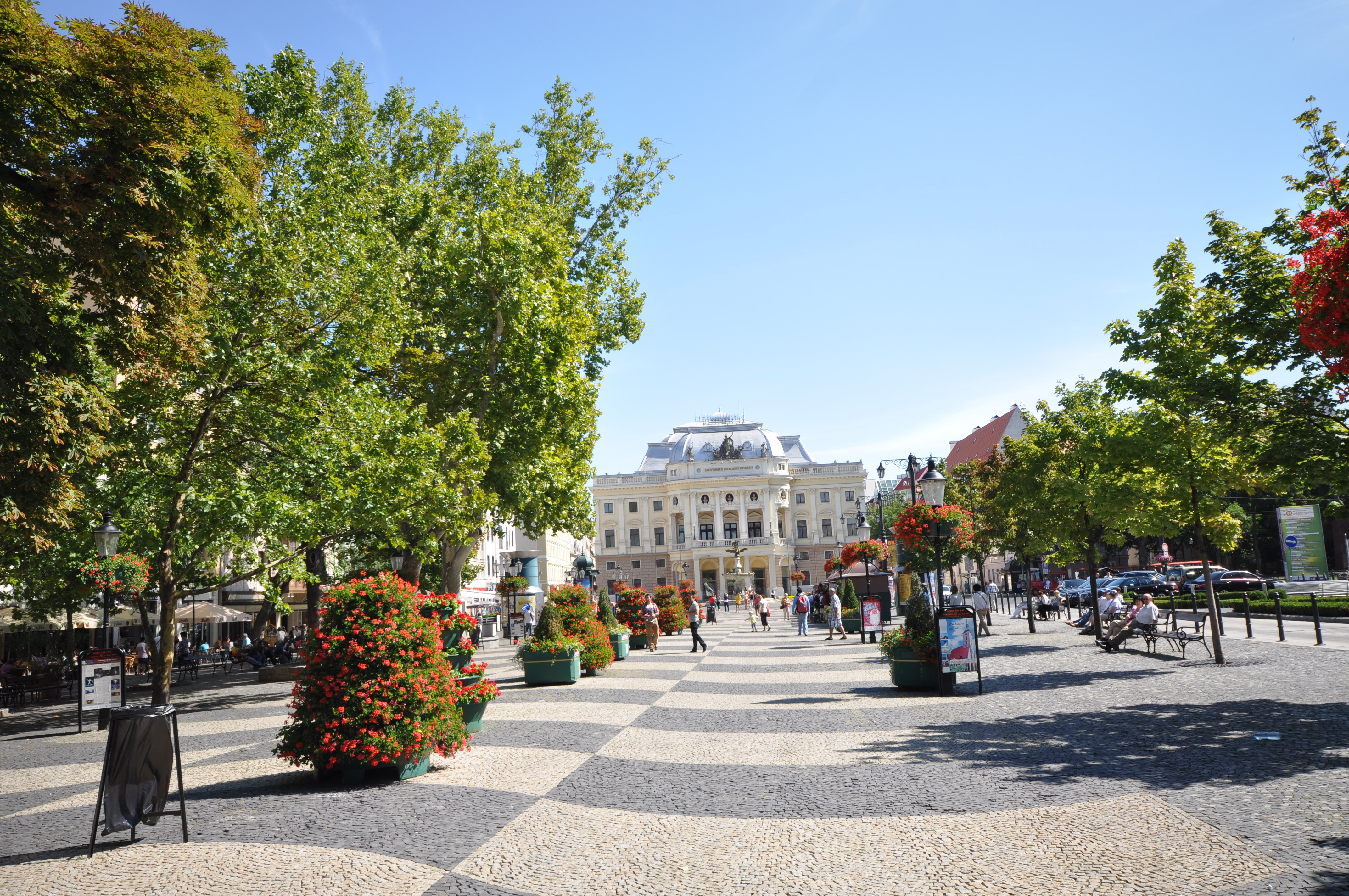
Hviezdoslavovo námestie

Hviezdoslavovo námestie (dt.  Hviezdoslav-Platz) ist einer der bekanntesten und größten Plätze der slowakischen Hauptstadt Bratislava. Umgangssprachlich wird er auch einfach Promenade genannt.
Der promenadenartig angelegte Platz ist nach dem slowakischen Dichter Pavol Országh Hviezdoslav benannt und befindet sich in der südlichen Altstadt zwischen der Neuen Brücke und dem alten Gebäude des Slowakischen Nationaltheaters. In der Nähe befindet sich das Palais Johann Pálffy. Weitere wesentliche Gebäude sind das klassizistisch aussehende Hotel Carlton auf der Südseite des Platzes und die Botschaften der USA und Deutschlands.
Im Zentrum des Platzes steht eine Statue Hviezdoslavs. Außerdem befinden sich auf dem Platz weitere Bronzestatuen, unter anderem von Hans Christian Andersen.
Weitere Plätze gleichen Namens existieren auch in Námestovo und Nové Zámky.

## Geschichte
Der Platz wurde 1784 nach der Niederlegung der alten Stadtmauern und der Zuschüttung der Wassergräben als Promenade angelegt. Vor 1840 und 1861–1899 hieß er Promenadeplatz, 1840–1852 Theaterplatz, 1852 bis 1861 Radetzkyplatz, danach offiziell bis 1899 Sétatér (also Promenadeplatz auf Ungarisch) und dann bis 1920 Kossuthplatz (Lajos-Kossuth-Platz/Kossuth Lajos-tér). In den Jahren 1921–1930 hieß der Platz Palackého sady (auf Deutsch etwa Palacký-Park), danach erhielt er seinen heutigen Namen.
Ende des 20. Jahrhunderts wurde der Platz generalsaniert und bekam, nachdem er schon langsam eher einem Park ähnelte, sein promenadenartiges Aussehen aus dem 19. Jahrhundert zurück.
1988 fand auf dem Platz die antikommunistische Kerzendemonstration statt.